# Mạnh (họ)
Mạnh là một họ của người châu Á. Họ này có mặt ở Trung Quốc (chữ Hán: 孟, Bính âm: Meng) và Triều Tiên (Hangul: 맹, Romaja quốc ngữ: Maeng). Họ này đứng thứ 94 trong danh sách Bách gia tính. Về mức độ phổ biến họ Mạnh đứng thứ 73 ở Trung Quốc theo thống kê năm 2006.

## Người Trung Quốc họ Mạnh nổi tiếng
- Mạnh Tử, tên thật là Mạnh Kha, nhà tư tưởng thời Chiến Quốc
- Mạnh Hoạch, thủ lĩnh dân tộc thiểu số ở Thục Hán thời Tam Quốc
- Hai vua nhà Hậu Thục là Mạnh Sưởng và Mạnh Tri Tường
- Mạnh Giao, thi sĩ thời nhà Đường
- Mạnh Hạo Nhiên, thi sĩ thời nhà Đường
- Mạnh hoàng hậu, hoàng hậu của Tống Triết Tông
- Mạnh Học Nông, thị trưởng Bắc Kinh
- Mạnh Giai, ca sĩ và nữ diễn viên Trung Quốc, cựu thành viên nhóm nhạc Miss A
- Mạnh Thần, kỳ thủ cờ tướng, có biệt danh "Thiên Mã Vương"